# ルキウス・ポストゥミウス・アルビヌス (紀元前173年の執政官)
ルキウス・ポストゥミウス・アルビヌス（Lucius Postumius Albinu）は、共和政ローマのパトリキ（貴族）出身の政治家・軍人。紀元前173年に執政官（コンスル）を務めた。ヒスパニアとマケドニアで戦った。

## 出自
ルキウス・ポストゥミウスはパトリキであるポストゥミウス氏族の出身であるが、共和政ローマ建国5年目の紀元前505年にはプブリウス・ポストゥミウス・トゥベルトゥスが執政官に就任するなど、古くから高官を出していた。カピトリヌスのファスティによれば、父も祖父もプラエノーメン（第一名、個人名）はアウルスである。おそらく、祖父は紀元前242年の執政官アウルス・ポストゥミウス・アルビヌスと結論できる。兄に紀元前180年の執政官アウルス・ポストゥミウス・アルビヌス・ルスクスと紀元前174年の執政官スプリウス・ポストゥミウス・アルビヌス・パウッルルスがいる。

## 経歴
紀元前180年、兄のアウルスが執政官を務めた際に、ルキウス・ポストゥミウスは法務官（プラエトル）として、ヒスパニア・ウルテリオルの属州総督となった。翌年もプロプラエトルとしてインペリウム（軍事指揮権）を保持した。ルキウス・ポストゥミウスはルシタニア人（en）と「周辺のヒスパニア人」に勝利を得ることが出来た。この勝利により、ローマに帰還した紀元前178年に凱旋式を実施している。このヒスパニアでの勝利に関しては、詳しいことは分からない。しかし、同僚法務官のティベリウス・センプロニウス・グラックスもヒスパニア・キテリオル（近ヒスパニア）で勝利し、ルキウス・ポストゥミウスの前日に凱旋式を実施している。
紀元前174年、ルキウス・ポストゥミウスは執政官選挙に出馬して当選した。選挙での勝利は、同年に兄のスプリウスが執政官を、アウルスが監察官（ケンソル）を務めていたことが大きい。翌紀元前173年に執政官に就任したルキウス・ポストゥミウスは、元老院の命令を受けて、その年のほとんどを使ってカンパニアの公有地と私有地の確定を行った。このため同僚執政官のマルクス・ポピッリウス・ラエナスのみが、リグリア人と戦った。
紀元前171年に第三次マケドニア戦争が勃発すると、バルカン半島への遠征軍を補強するため、ルキウス・ポストゥミウスは他の元老院議員二人と共にアフリカに渡り、カルタゴとヌミディアから戦象と騎兵を調達した。紀元前169年には監察官選挙に立候補するが落選。その後ルキウス・アエミリウス・パウルス（後のマケドニクス）のトリブヌス・ミリトゥム（高級士官）として出征し、紀元前168年6月22日の第一次ピュドナの戦いでマケドニア軍に決定的な勝利を得ている。ルキウス・ポストゥミウスは第二軍団を指揮し、ローマ軍追撃のために伸びてしまったマケドニア軍ファランクスの中腹を攻撃した。翌年、ハカルキディケー半島の都市アエネアスを前執政官の命令で破壊している。リウィウスのこの部分は断片でしか残っていないため、ルキウス・ポストゥミウスのその後に関しては不明である。

## 参考資料

### 古代の資料
- カピトリヌスのファスティ
- ティトゥス・リウィウス『ローマ建国史』

### 研究書
- Broughton R. "Magistrates of the Roman Republic" - New York, 1951. - Vol. I. - P. 600.
- Münzer F. "Postumius" // RE. - 1953. - Bd. XXII, 1. - Kol. 891-893.
- Münzer F. "Postumius 41" // RE. - 1953. - Bd. XXII, 1. - Kol. 914-918.